# Deutscher Anglerverband

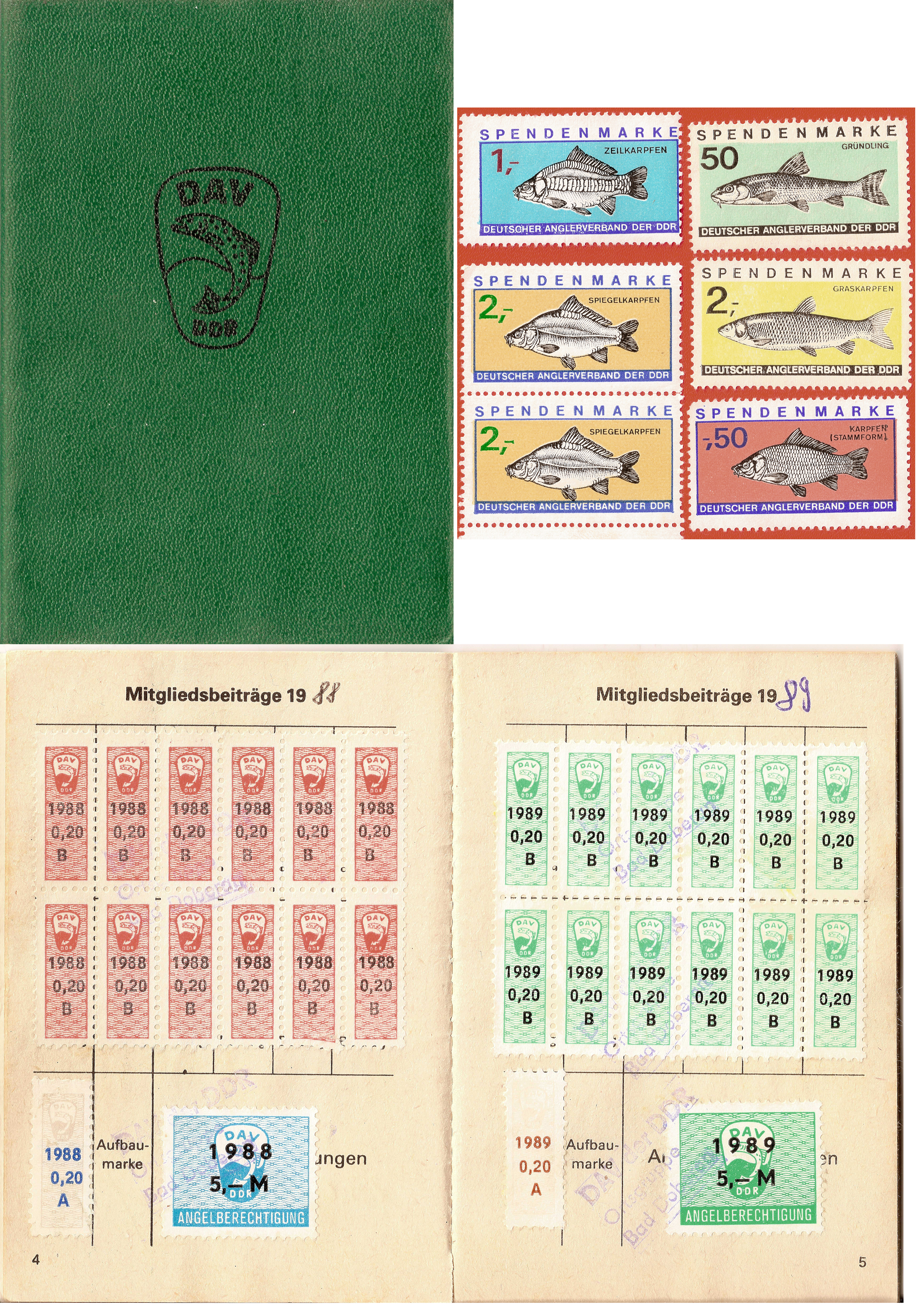
Ausweis des DAV der DDR mit Beitrags- und Spendenmarken

Der Deutsche Anglerverband e. V. (DAV) war bis 2013 neben dem Verband Deutscher Sportfischer (VDSF) ein Dachverband der organisierten Angler in Deutschland. Im Juni 2013 sind beide zum Deutschen Angelfischerverband (DAFV) fusioniert.
Der Deutsche Anglerverband wurde am 13. Mai 1954 in der damaligen DDR gegründet und stand in der Tradition des 1921 gegründeten Arbeiter-Angler-Bund Deutschlands, welcher 1933 von der NSDAP aufgelöst wurde. Nach der Wiedervereinigung wurden auch in westlichen Bundesländern eigene Landesverbände gegründet, da man sich mit dem VDSF nicht über eine Fusion zu einem einzigen bundesweiten Anglerverein einigen konnte. Nach 1990 weiteten hingegen DAV und VDSF ihr Verbandsgebiet nach Westdeutschland bzw. nach Ostdeutschland aus. 2013 waren im DAV rund 170.000 Mitglieder (Stand: 31. Dezember 2009) in über 15 Landes-, zwei Regional- und fünf Spezialverbänden registriert, denen rund 50.000 ha Gewässerflächen zur Verfügung stehen.
Es gab die Landesverbände Landesanglerverband Baden-Württemberg, Landesverband Berlin, Landesanglerverband Brandenburg, Landesverband Sächsischer Angler, Angler-Union Bremen, Landesanglerverband Hessen, Landesverband Mecklenburg-Vorpommern, Landesanglerverband Niedersachsen, Angler- und Gewässerschutzbund Bayern, Landesverband Nordrhein-Westfalen, Landesverband Rheinland-Pfalz, Landesanglerverband Saarland, Landesanglerverband Sachsen-Anhalt, Landesanglerverband Schleswig-Holstein und Landesanglerverband Thüringen. Bei den zwei Regionalverbänden handelte es sich um Hanseatischer Angler-Verband und Verband für Angeln und Naturschutz Thüringen. Bei den Spezialverbänden handelte es sich um die Polizei-Sportfischer-Vereinigung Deutschland, den Handicap Anglerverband in Deutschland, um den Deutschen Meeresangler-Verband, die Royal Fishing Kinderhilfe und den Verband Deutscher Karpfenangel Clubs. Die Mitglieder des DAV waren in etwa 3500 eigenständigen Vereinen organisiert.
Der Verband war seit 2000 bei der Wahl der Flusslandschaft des Jahres und seit 2011 bei der Wahl des Fisch des Jahres beteiligt.
Am 9. März 2013 hat der DAV bei seiner Hauptversammlung einstimmig die Vereinigung mit dem VDSF zum Deutschen Angelfischerverband (DAFV) beschlossen. Für Probleme hatte der Verdacht bei einigen Anglern des VDSF gesorgt, Funktionäre des DAV hätten mit der Stasi zusammengearbeitet. Zudem wurden vom VDSF teilweise die Angel-Wettkämpfe des DAV abgelehnt, da man sich selbst eher als Naturschutzverband sah. Mitglieder des DAV lehnten hingegen Überregulierungen wie das Nachtangelverbot ab. Diverse Anläufe zur Fusion der beiden deutschen bundesweiten Anglerverbände waren seit 1990 auch an der persönlichen Abneigung der jeweiligen Präsidenten gescheitert.